# 小川仁志
小川 仁志（おがわ ひとし、1970年 - ）は、日本の哲学者。山口大学国際総合科学部教授。元プリンストン大学客員研究員。博士（人間文化）（名古屋市立大学にて2008年取得）。専門はヘーゲル哲学、公共哲学、および政治哲学。

## 経歴
京都府京都市生まれ。洛南高等学校卒業。
1993年3月、京都大学法学部卒業。
同年4月、伊藤忠商事入社。
その後、司法試験に向けて4年間フリーターをしながら受験勉強をするも挫折。
2001年、名古屋市役所に入庁する。
2005年、名古屋市立大学大学院博士後期課程入学。
2007年、徳山工業高等専門学校准教授。
2008年、名古屋市立大学大学院博士後期課程修了。博士（人間文化）の学位を取得。学位論文は「ヘーゲルにおける共同体原理の解明と展望 <多元主義>国家と現代福祉社会をめぐる考察」。
同年5月13日、徳山工業高等専門学校のゼミ室で第1回目の哲学カフェを開く。
2011年度、米国プリンストン大学客員研究員。
2015年、山口大学国際総合科学部准教授。
2019年、山口大学国際総合科学部教授。
2023年4月から読売新聞の人生案内回答者を担当。

## 人物
- 商店街で哲学カフェを主宰するなど、市民のための哲学を実践している。
- 市役所職員から哲学者に転身したという異色の経歴で、一般向けの哲学啓蒙書なども多く著している。
- 最近[いつ?]はダイエットに勤しんでいて、その様子をfacebookで公開している。
- 大学内ではかなり浮いた存在といわれている[誰によって?]。
- 大きい声や自由な授業スタイルで人気を博している。

## 受賞
- 2004年、第20回暁烏敏賞を受賞。
- 2010年、全国高専教育フォーラム・教育教員研究集会理事長賞を受賞。

## TV出演
レギュラー
- キャスト（朝日放送、過去）
- 情報維新!やまぐち（NHK山口放送局、過去）
- 羽鳥慎一モーニングショー（テレビ朝日）

その他
- 朝まで生テレビ!（テレビ朝日、2009年）
- スーパー編集局（テレビ山口）
- ニッポンのジレンマ（NHK Eテレ、2012年）
- あさイチ（NHK総合、2015年）
- 世界の哲学者に人生相談（NHK Eテレ、2017年8月26日）
- ロッチと子羊（NHK Eテレ、2021年5月31日〜）
- 正解の無いクイズ（テレビ東京、2023年〜）

## 著書

### 単著
- 『市役所の小川さん、哲学者になる 転身力』海竜社、2008年。
- 『「哲学頭」の仕事術 仕事のプロは考えるプロ』海竜社、2009年。
- 『人生が変わる哲学の教室』中経出版、2010年。
  - 『人生が変わる哲学の教室』KADOKAWA〈中経の文庫〉、2014年。
  - 大月マナ『人生が変わる哲学の教室 : コミック版』KADOKAWA、2016年。
- 『ヘーゲルを総理大臣に！』講談社、2010年。
- 『はじめての政治哲学 「正しさ」をめぐる23の問い』〈講談社現代新書〉2010年。
- 『世界一わかりやすい哲学の授業』PHPエディターズグループ、2010年。
- 『人生をやり直すための哲学』〈PHP新書〉2011年。
- 『悩んだときは哲学者に聞け! This is the Answer!』廣済堂あかつき出版事業部、2011年。
- 『まんがと図解でわかる正義と哲学のはなし』宝島社、2011年。
- 『哲学カフェ! 17のテーマで人間と社会を考える』〈祥伝社黄金文庫〉2011年。
- 『日本を再生!　ご近所の公共哲学　自治会から地球の裏側の問題まで日本を再生！』技術評論社、2011年。
- 『駄菓子屋のヒゲおじさんと考える「こども哲学」塾』PHP、2011年。
- 『すっきりわかる！超訳「哲学用語」事典』〈PHP文庫〉2011年。
- 『心が軽くなる哲学の教室』中経出版、2011年。
- 『怒りの作法 抗議と対話をめぐる哲学』大和書房、2012年。
- 『世の中の見方が変わる哲学 ニュースの本質を"哲学"で探る世界初の試み!』講談社、2012年。
- 『日本の問題を哲学で解決する12章』〈星海社新書〉2012年。
- 『人生が変わる愛と性の哲学』講談社、2012年。
- 『アメリカを動かす思想 プラグマティズム入門』〈講談社現代新書〉2012年。
- 『あなたは間違っている 常識を疑うための哲学講義』あさ出版、2012年。
- 『7日間で突然頭がよくなる本』PHPエディターズグループ、2012年。
  - 『“図解”7日間で突然頭がよくなる本』PHPエディターズ・グループ、2013年。
  - 『7日間で突然頭がよくなる本』〈PHP文庫〉2015年。
- 『すっきりわかる！超解「哲学名著」事典』〈PHP文庫〉2013年。
- 『入社1年目に出逢いたい哲学者の言葉』TOブックス、2013年。
- 『眠れぬ夜のための哲学』〈PHP研究所〉2013年。
- 『一瞬で100のアイデアがわき、一瞬で1000人の心がつかめる本』幻冬舎、2023年。
- 『あなたの問題を解決してくれる哲学の魔法』日本文芸社、2013年。
- 『日本哲学のチカラ 古事記から村上春樹まで』〈朝日新書〉2013年。
- 『絶対幸せになれるたった10の条件』教育評論社、2013年。
- 『「道徳」を疑え! : 自分の頭で考えるための哲学講義』〈NHK出版新書〉2013年。
- 『仕事・人生に迷ったらアリストテレスに聞いてみろ!』KADOKAWA、2014年。
- 『たった1日で人生を300倍面白くする方法』KADOKAWA、2014年。
- 『「小川式」突然英語がペラペラになる勉強法』PHPエディターズ・グループ、2014年。
- 『こう考えれば話は一瞬で面白くなる!』青春出版社、2014年。
- 『人生が変わるたった1%の頭の使い方』海竜社、2014年。
- 『覚えるだけの勉強をやめれば劇的に頭がよくなる 大人のアウトプット勉強法』〈PHP新書〉2014年。
- 『自分のアタマで「深く考える」技術』〈PHP文庫〉2014年。
- 『問題解決のための哲学思考レッスン25』〈祥伝社新書〉2014年。
- 『ピカソ思考 破天荒で独創的な人生を生きるための52のレッスン』ディスカヴァー・トゥエンティワン、2014年。
- 『自由の国平等の国』ロゼッタストーン、2014年。
- 『アダム・スミス人間の本質 『道徳感情論』に学ぶよりよい生き方』ダイヤモンド社、2014年。
- 『図解使える哲学』KADOKAWA、2014年。
- 『入社3年目からの問題解決 本質を見極める思考法31』実業之日本社、2014年。
- 『もてるための哲学』〈PHP新書〉2015年。
- 『世界のエリートが学んでいる教養としての哲学』PHPエディターズ・グループ、2015年。
- 『思考力を鍛える50の哲学問題』教育評論社、2015年。
- 『たった5つの思考法で頭がみるみる回りだす!』すばる舎、2015年。
- 『脱永続敗戦論 : 民主主義を知らない国の未来』朝日新聞出版、2015年。
- 『ポジティブ哲学! : 三大幸福論で幸せになる』清流出版、2015年。
- 『いちばんわかりやすい哲学 - 考える力が身につく! 世の中の仕組みが見えてくる!』枻出版社、2016年。
- 『話がつまらないのは「哲学」が足りないからだ』青春出版社〈青春新書インテリジェンス〉、2016年。
- 『世界のエリートが学んでいる教養としての日本哲学』PHPエディターズ・グループ、2016年。
- 『朝３分間のデカルト』〈PHP文庫〉2016年。
- 『仕事が変わる哲学の教室』KADOKAWA、2016年。
- 『自分の子どもを天才にして成功させる本 : 哲学で地アタマを鍛える10の秘訣』教育評論社、2016年。
- 『人間はたまねぎ : 自分の心の取扱説明書（トリセツ）をつくろう!』ワニブックス、2016年。
- 『仕事に活かす哲学者の言葉50』TOブックス〈TO文庫〉、2016年。
- 『「覚えるだけ」をやめる! 劇的に頭がよくなる勉強法』PHP研究所、2006年。
- 『7日間で成果に変わる　アウトプット読書術』リベラル社、2016年。
- 『「まいっか」というだけで幸せになる : 哲学者　小川仁志の教え』自由国民社、2016年。
- 『中高生に贈る!「小川式」成績を劇的に伸ばす60の方法』PHP研究所〈心の友だち〉、2017年。
- 『成功する人はみんな“逆”に考える : 頭が良くなる「リバース思考」』ぱる出版、2017年。
- 『「哲学」思考法で突然頭がよくなる!』実業之日本社〈じっぴコンパクト新書〉、2017年。
- 『“よのなか”を変える哲学の授業』イースト・プレス〈イースト新書〉、2017年。
- 『世界のエリートが学んでいる教養としての中国哲学』PHPエディターズ・グループ、2017年。
- 『7日間で武士道がわかる不思議な授業』教育評論社、2017年。
- 『ジブリアニメで哲学する : 世界の見方が変わるヒント』〈PHP文庫〉2017年。
- 『『鬼滅の刃』で哲学する : 人生の見方が変わるヒント』〈PHP文庫〉2021年。

### 共著
- 小川仁志 監修、大城信哉『現代人の悩みをすっきり解消する哲学図鑑 : 恋愛やビジネスから人生観まで役立つ』誠文堂新光社、2013年。
- 萱野稔人『闘うための哲学書』〈講談社現代新書〉2014年。
- 小川仁志 監修『世界一わかりやすい教養としての哲学講義』宝島社、2015年。
- シニオテルヤ『まんがで身につく幸福論 - 仕事と人生を豊かにするアランの言葉』あさ出版、2016年。

### 翻訳
- スティーヴン・マシード『リベラルな徳 公共哲学としてのリベラリズムへ』風行社 2014
- トーマス・カスカート『「正義」は決められるのか? : トロッコ問題で考える哲学入門』小川仁志 監訳、高橋璃子 訳、かんき出版、2015